# Franciszek Malanowski
Franciszek Malanowski, ps. „Kruta” (ur. 2 kwietnia 1902 w Wierzycach, zm. 2 października 1962 w Małomicach) – starszy sierżant Wojska Polskiego.

## Życiorys
Urodził się 2 kwietnia 1902 roku w Wierzycach, w powiecie gnieźnieńskim, w rodzinie Jana (zm. 1916) i Antoniny z Królaków (zm. 1917). Po śmierci rodziców terminował u majstra kowalskiego Franciszka Dropika w Środzie Wielkopolskiej przy ulicy Wrzesińskiej 22.
W wieku 16 lat, jako ochotnik, wziął udział w powstaniu wielkopolskim. 24 lipca 1920 wstąpił do Wojska Polskiego. W latach 30. XX wieku służył w Korpusie Ochrony Pogranicza. Początkowo w kompanii granicznej „Raków” należącej do 6 Batalionu Ochrony Pogranicza w Iwieńcu, a następnie w 9 Batalionie Ochrony Pogranicza w Klecku, w Strażnicy KOP „Połowkowicze”.
W maju 1944 roku został dowódcą 1 drużyny w 202 plutonie ciężkich karabinów maszynowych Zgrupowania AK „Żaglowiec” (od 9 sierpnia 1944 roku - 21 pułk piechoty AK „Dzieci Warszawy”). „Jako dowódca rkm w walkach na Zdobyczy Robotniczej oraz Żoliborzu wykazał dużą inicjatywę i odwagę. Widząc zbliżający się samochód npla [nieprzyjaciela] podpuścił go na bardzo bliską odległość i zniszczył swoim ogniem. Zdobył samochód, 1 pm, 2 kb i 7 granatów”. Za powyższy czyn bojowy dowódca Sił Zbrojnych w Kraju, rozkazem z dnia 26 sierpnia 1944 roku, odznaczył go Krzyżem Walecznych.
To samo zdarzenie tak opisał podporucznik Tadeusz Magier, dowódca 202 plutonu „(...) otrzymuję rozkaz obsadzenia swym plutonem ul. Słowackiego na wysokości ul. Krechowieckiej. Wszędzie trwa wytężona praca przy budowie barykad. Około południa likwidujemy 2 zbłąkane samochody niemieckie, przy okazji zdobywamy 1 pm, 2 kb, 1 pistolet i trochę amunicji (...)”.
23 września 1944 roku powrócił ze szpitala do macierzystego plutonu. Po kapitulacji powstania dostał się do niemieckiej niewoli. W 1945, po wyzwoleniu, wcielony do Polskich Kompanii Wartowniczych. 6 kwietnia 1946 roku powrócił z Niemiec i zarejestrował się w Punkcie Przyjęcia Państwowego Urzędu Repatriacyjnego w Szczecinie. Zmarł 2 października 1962 w Małomicach i został pochowany na tamtejszym cmentarzu komunalnym.
Był żonaty z Bronisławą z Matusewiczów, z którą miał troje dzieci: Jerzego (1932–2000), podpułkownika Wojska Polskiego, Zofię (ur. 1935) i Tadeusza (ur. 1938).

## Odznaczenia
- Krzyż Walecznych - 26 sierpnia 1944 roku[10]
- Medal Dziesięciolecia Odzyskanej Niepodległości
- Medal Pamiątkowy za Wojnę 1918–1921